# Прудянська селищна рада
Прудя́нська се́лищна ра́да — адміністративно-територіальна одиниця та орган місцевого самоврядування в Дергачівському районі Харківської області. Адміністративний центр — селище міського типу Прудянка.

## Загальні відомості
- Прудянська селищна рада утворена в 1939 році.
- Територія ради: 20,73 км²
- Населення ради: 3 114 особи (станом на 2001 рік)
- Територією ради протікає річка Козача-Лопань.

## Населені пункти
Селищній раді підпорядковані населені пункти:
- смт Прудянка
- с. Цупівка
- с. Шаповалівка

## Склад ради
Рада складається з 30 депутатів та голови.
- Голова ради: Кучеренко Світлана Миколаївна
- Секретар ради: Онопрієнко Вікторія Олексіївна

### Керівний склад попередніх скликань
| Прізвище, ім'я, по батькові   | Основні відомості                                                                             | Дата обрання | Дата звільнення |
| ----------------------------- | --------------------------------------------------------------------------------------------- | ------------ | --------------- |
| Кучеренко Світлана Миколаївна | Селищний голова, 1967 року народження, освіта вища, член Народно-демократичної партії України | 26.03.2006   | 31.10.2010      |
| Кучеренко Світлана Миколаївна | Селищний голова, 1967 року народження, освіта вища, член Партії регіонів                      | 31.10.2010   |                 |

Примітка: таблиця складена за даними сайту Верховної Ради України

### Депутати
За результатами місцевих виборів 2010 року депутатами ради стали:

#### За суб'єктами висування
| Суб'єкт висування           | Кількість обраних депутатів | %    |
| --------------------------- | --------------------------- | ---- |
| Партія регіонів             | 26                          | 86,7 |
| Самовисування               | 2                           | 6,7  |
| Комуністична партія України | 1                           | 3,3  |
| Партія «Відродження»        | 1                           | 3,3  |

#### За округами
| № округу                    | Прізвище, ім'я, по батькові     | Дата визнання обраним | Освіта  | Партійна приналежність            | Відомості про обраного депутата                               |
| --------------------------- | ------------------------------- | --------------------- | ------- | --------------------------------- | ------------------------------------------------------------- |
| Комуністична партія України |                                 |                       |         |                                   |                                                               |
| 19                          | Мичкін Олександр Миколайович    | 02.11.2010            | вища    | позапартійний                     | тимчасово не працює                                           |
| Партія «ВІДРОДЖЕННЯ»        |                                 |                       |         |                                   |                                                               |
| 28                          | Купець Сергій Олексійович       | 02.11.2010            | вища    | член Партії «ВІДРОДЖЕННЯ»         | Південна залізниця, начальник відділу по озелененню території |
| Партія регіонів             |                                 |                       |         |                                   |                                                               |
| 1                           | Величко Альона Володимирівна    | 02.11.2010            | середня | член Партії регіонів              | тимчасово не працює                                           |
| 2                           | Чистюхін Роман Петрович         | 02.11.2010            | середня | позапартійний                     | Електрозавозне депо м. Харків «Жовтень», слюсар               |
| 3                           | Сидоренко Валентина Василівна   | 02.11.2010            | вища    | член Партії регіонів              | Тер.центр смт Прудянка, зас.зав.терцентром                    |
| 4                           | Оробченко Аліна Миколаївна      | 02.11.2010            | вища    | позапартійна                      | Прудянська загальноосвітня школа, завуч школи                 |
| 5                           | Шкляр Микола Вікторович         | 02.11.2010            | вища    | позапартійний                     | ПП Шкляр, приватнийпідприємець                                |
| 6                           | Черненко Олександр Вікторович   | 02.11.2010            | вища    | позапартійний                     | тимчасово не працює                                           |
| 7                           | Кононенко Ірина Вікторівна      | 02.11.2010            | середня | позапартійна                      | ПП Кононенко, приватнийпідприємець                            |
| 8                           | Росляков Володимир Григорович   | 02.11.2010            | вища    | позапартійний                     | пенсіонер                                                     |
| 9                           | Редька Ігор Миколайович         | 02.11.2010            | середня | позапартійний                     | ПП Редька, приватнийпідприємець                               |
| 10                          | Щегрінець Зінаїда Григорівна    | 02.11.2010            | вища    | позапартійна                      | пенсіонер                                                     |
| 11                          | М'ячиков Євген Олегович         | 02.11.2010            | вища    | член Партії регіонів              | Прудянськаселищна рада, оператор комп"ютерного набору         |
| 12                          | Дзюба Наталія Іванівна          | 02.11.2010            | вища    | позапартійна                      | тимчасово не працює                                           |
| 14                          | Опришко Олена Олексіївна        | 02.11.2010            | середня | позапартійна                      | ПП «Альфа», охоронець                                         |
| 15                          | Бондаренко Олена Андріївна      | 02.11.2010            | вища    | позапартійна                      | ПП «Азіс», швачка                                             |
| 16                          | Онопрієнко Вікторія Олексіївна  | 02.11.2010            | вища    | член Партії регіонів              | Прудянська селищна рада, секретар ради                        |
| 17                          | Куриленко Ольга Володимирівна   | 02.11.2010            | середня | позапартійна                      | Прудянське відділення зв'язку, поштарка                       |
| 18                          | Шовкопляс Віталій Петрович      | 02.11.2010            | вища    | позапартійний                     | ПП Шовкопляс, приватний підприємець                           |
| 20                          | Каверзіна Зінаїда Ігамбердіївна | 02.11.2010            | середня | позапартійна                      | Фермерське господарство «Веселе», фермер                      |
| 22                          | Христенко Вячеслав Леонідович   | 02.11.2010            | вища    | позапартійний                     | тимчасово не працює                                           |
| 23                          | Плітка Віталій Олександрович    | 02.11.2010            | вища    | позапартійний                     | Дергачівський райавтодор, директор                            |
| 24                          | Гаць Наталія Василівна          | 02.11.2010            | вища    | член Партії регіонів              | ДНЗ «Ялинка», вихователь                                      |
| 25                          | Багрич Тетяна Володимирівна     | 02.11.2010            | середня | позапартійна                      | тимчасово не працює                                           |
| 26                          | Грицькова Яна Іванівна          | 02.11.2010            | вища    | позапартійна                      | тимчасово не працює                                           |
| 27                          | Самойлова Олена Федорівна       | 02.11.2010            | середня | позапартійна                      | Дергачівські теплові мережі, оператор котельні                |
| 29                          | Молчанова Любов Гаврилівна      | 02.11.2010            | вища    | позапартійна                      | пенсіонер                                                     |
| 30                          | Ролєтнєв Віктор Михайлович      | 02.11.2010            | вища    | позапартійний                     | пенсіонер                                                     |
| Самовисування               |                                 |                       |         |                                   |                                                               |
| 13                          | Вегера Володимир Іванович       | 02.11.2010            | середня | член Комуністичної партії України | Токарівське ЖКП, начальник Токарівського ЖКП                  |
| 21                          | Постольник Ольга Миколаївна     | 02.11.2010            | середня | позапартійна                      | тимчасово не працює                                           |